# Pseudocercospora mississippiensis
Pseudocercospora mississippiensis är en svampart som först beskrevs av Tracy & Earle, och fick sitt nu gällande namn av R.F. Castañeda & U. Braun 1989. Pseudocercospora mississippiensis ingår i släktet Pseudocercospora och familjen Mycosphaerellaceae.   Inga underarter finns listade i Catalogue of Life.